# Litteraturåret 1950

## Händelser

### Okänt datum
- Disneys Golden Books utkommer på svenska[1].
- Rainer Maria Gerhardt debuterar med dikten der Tod des Hamlet.
- André Breton låter den unge, okände poeten Jean-Pierre Duprey avsluta andra upplagan av antologin om svart humor, Anthologie de l'humour noir (1950), med två scener ur skådespelet La Forêt sacrilège författat i augusti 1949. Dupreys debutbok Derrière son double utkommer dessutom senare detta år, i 345 numrerade exemplar, de 30 första signerade av författaren, i den nystartade förlagsserien Le Soleil noir med förord av Breton.

## Priser och utmärkelser
- Nobelpriset – Bertrand Russell, Storbritannien[2]
- ABF:s litteratur- & konststipendium – Albert Olsson, Folke Fridell och Helmer Grundström
- Bellmanpriset – Evert Taube
- De Nios Stora Pris – Nils Ferlin
- Eckersteinska litteraturpriset – Inga Collins
- Letterstedtska priset för översättningar – Björn Collinder för tolkningen av Kalevala
- National Book Award – William Carlos Williams, USA
- Svenska Dagbladets litteraturpris – Gustaf Rune Eriks, Tore Zetterholm, Hans Erik Hjertén och Britt G. Hallqvist
- Tidningen Vi:s litteraturpris – Per-Erik Rundquist, Ulla Isaksson, Lars Englund och Stig Sjödin
- Tollanderska priset – Hagar Olsson
- Övralidspriset – Axel W. Persson

## Nya böcker

### A–G
- Barabbas av Pär Lagerkvist[3]
- Brottsplatsundersökning av Otto Wendel (tillsammans med Arne Svensson)
- Canto General av Pablo Neruda
- De förlorade musikanterna av William Heinesen
- Den fjärde vägen av Stina Aronson
- Det blå skeppet av Lars Gyllensten
- Dikter av Frans G. Bengtsson
- Dimman från havet av Thorsten Jonsson
- Ett mord annonseras av Agatha Christie
- Fem svarta höns av Nevil Shute
- Gräset sjunger av Doris Lessing

### H–N
- Hoppjerka av Folke Fridell
- Häxan och lejonet av C.S. Lewis
- I stället för rakblad av Birger Vikström
- Indiabrand av Artur Lundkvist
- Jag, robot av Isaac Asimov
- Jag möter en diktare av Moa Martinson
- Kvinnoträdet av Jan Fridegård
- Kajsa Kavat av Astrid Lindgren[4]
- Kati i Amerika av Astrid Lindgren[4]
- Lek, lilla Louise av Stieg Trenter
- Låt människan leva, drama av Pär Lagerkvist
- Mannen som sålde månen av Robert A. Heinlein
- Martin går i gräset av Björn-Erik Höijer
- Muminpappans bravader av Tove Jansson
- Nu seglar Pip-Larsson av Edith Unnerstad
- Nybyggare i rymden av Robert A. Heinlein

### O–U
- Sex pjäser för barn och ungdom av Astrid Lindgren[5]
- Silverskogen sydväst om månen av Gustav Hedenvind-Eriksson
- Skrämdas lekar av Sandro Key-Åberg
- Staden av Birger Vikström
- Tredje mannen av Graham Greene

### V–Ö
- Ytterst i havet av Ulla Isaksson

## Födda
- 21 februari – Håkan Nesser, svensk författare.
- 6 mars – Ylva Eggehorn, svensk författare.
- 20 maj – Erri De Luca, italiensk författare.
- 26 maj – Marie Lundquist, svensk författare, kulturjournalist och översättare.
- 18 juni – Barbro Smeds, finlandssvensk författare, dramaturg och teaterregissör.
- 26 juni – Carl Zetterström, svensk författare, skribent, kåsör och konstnär.
- 2 juli – Annika Thor, svensk författare och bibliotekarie.
- 16 augusti – Ragnar Strömberg, svensk författare, översättare och kritiker.
- 19 augusti – Kari Bøge, norsk målare, och författare.
- 21 augusti – Arne Johnsson, svensk poet och litteraturkritiker.
- 5 september – Ernst Brunner, svensk författare.
- 7 oktober – Carl-Johan Malmberg, svensk författare och kritiker.
- 23 oktober – Jerker Swande, svensk konstnär, författare, regissör och skådespelare.

## Avlidna
- 21 januari – George Orwell, 46, brittisk författare.
- 1 februari – Harry Blomberg, 56, svensk författare och översättare.
- 22 februari – Eva Neander, 28, svensk författare.
- 27 februari – Yvan Goll, pseudonym för Isaac Lang, 58, tysk-fransk (tvåspråkig) judisk författare.
- 2 mars – Heinrich Mann, 78, tysk författare.
- 19 mars – Edgar Rice Burroughs, 74, amerikansk författare.
- 7 augusti – Thorsten Jonsson, 40, svensk författare och översättare.
- 2 november – George Bernard Shaw, 94, irländsk författare, nobelpristagare 1925.
- 25 november – Johannes V. Jensen, 64, dansk författare, nobelpristagare 1944.

### Fotnoter
1. ↑  Sverige 1900-talet – Från den lilla, lilla gumman till vilda bebin, NE, Bra Böcker, 2000
2. ↑  ”Nobelpriset i litteratur”. https://www.nobelprize.org/prizes/lists/all-nobel-prizes-in-literature/. Läst 20 mars 2011.
3. ↑  Hundra år i Sverige - 1950, Hans Dahlberg, Albert Bonniers, 1999
4. 1 2  ”Astrid Lindgren”. http://www.astridlindgren.se/verken/bocker/textbocker. Läst 21 mars 2011.
5. ↑  ”Astrid Lindgren”. http://www.astridlindgren.se/verken/bocker/pjaser. Läst 21 mars 2011.